# Teitur Gestsson
Teitur Matras Gestsson (Copenaghen, 19 agosto 1992) è un calciatore faroese, portiere dello HB Tórshavn e della nazionale faroese.

## Carriera
Gestsson, in forza al HB Tórshavn, vince nella stagione 2013 il massimo campionato nazionale, che vincerà per altre due volte, nella stagione 2018 e nella stagione 2020; il 1º marzo 2014 debutta in nazionale nel match vinto 4-1 contro Gibilterra.